# Álex Barahona
Álex Barahona (Madrid, 23 de noviembre de 1981) es un actor español conocido por su papel de Álex Chacón en la serie española Los Serrano y por su papel de Alberto "Berto" Freire Caballar en la serie española Física o Química.

## Filmografía

### Televisión
| Año         | Título                           | Papel                           | Cadena      | Notas         |
| ----------- | -------------------------------- | ------------------------------- | ----------- | ------------- |
| 2004 - 2006 | Los Serrano                      | Álex Chacón                     | Telecinco   | 37 episodios  |
| 2006 - 2007 | La dársena de poniente           | Julián Bazán                    | La 1        | 18 episodios  |
| 2007        | Cuenta atrás                     | Amador                          | Cuatro      | 1 episodio    |
| 2008        | Aída                             | Alejandro                       | Telecinco   | 1 episodio    |
| 2008        | Planta 25                        | Luis                            | FORTA       | 7 episodios   |
| 2008        | Sin tetas no hay paraíso         | Alberto                         | Telecinco   | 6 episodios   |
| 2008 - 2011 | Física o Química                 | Alberto "Berto" Freire Caballar | Antena 3    | 40 episodios  |
| 2009        | Una bala para el Rey             | Sueco                           | Antena 3    | 2 episodios   |
| 2009        | El Bloke. Coslada cero           | Miguel "El niño"                | La 1        | 2 episodios   |
| 2010        | El Gordo: una historia verdadera | José Luis                       | Antena 3    | 2 episodios   |
| 2012        | Isabel                           | Juan                            | La 1        | 1 episodio    |
| 2013        | Gran Reserva: El origen          | Andrés Guillén                  | La 1        | 82 episodios  |
| 2014        | Con el culo al aire              | Nacho                           | Antena 3    | 1 episodio    |
| 2015 - 2016 | Amar es para siempre             | Nicolás Campos                  | Antena 3    | 206 episodios |
| 2019        | Señoras del (h)AMPA              | Curro                           | Telecinco   | 11 episodios  |
| 2021        | Física o químicaː El reencuentro | Alberto "Berto" Freire Caballar | Atresplayer | 1 episodio    |
| 2023        | Supernormal                      | Rubén                           | Movistar+   | 2 episodios   |
| 2024        | 4 estrellas                      | Román Salcedo                   | La 1        | 4 episodios   |

### Largometrajes
- Lo contrario al amor, como Toño. Dir. Vicente Villanueva (2011)
- Alpha, como Toni. Dir. Joan Cutrina Perelló (2013)
- A cambio de nada, reparto. Dir. Daniel Guzmán (2015)

### Cortometrajes
- Conjuntos disjuntos, reparto. Dir. Samuel Gutiérrez (2006)
- El día más importante de mi vida, reparto. Dir. Beatriz Santana (2009)
- Gemalogia, como Erick. Dir. Rick Limentani (2011)
- Split up. Dir. Carlos Caro (2014)

### Teatro
- Yepeto, de Roberto Cossa. Dir. Indalecio Corugedo. Teatro Nuevo Alcalá de Madrid (2008)
- El enfermo imaginario, de Molière. Dir. Gabriel Olivares. Teatro Fígaro-Adolfo Marsillach de Madrid (2009)
- Los ochenta son nuestros, de Ana Diosdado. Dir. Antonio del Real. Teatro Calderón de Madrid (2010)
- Más de cien mentiras. Dir. David Serrano. Musical basado en la obra de Joaquín Sabina. Teatro Rialto de Madrid (2011)
- Romeo, como Romeo; de William Shakespeare. Dir. Álvaro Lavín. Teatro Galileo de Madrid y posterior gira por México (2012-2015)
- Espacio, de David Marqués. Dir. David Marqués (2015)
- Dos más dos, de Daniel Cúparo y Juan Vera. Dir. Maite Pérez Astorga y David Serrano. Teatro La Latina de Madrid (2017)
- Perfectos desconocidos. Dir. Daniel Guzmán. Teatro Reina Victoria de Madrid (2019)

### Videoclips
- Ganas, de La Fuga. (2011)

## Premios y nominaciones
- Nominado a los Premios del Teatro Musical a mejor actor revelación por su papel en Más De 100 Mentiras (2012)